# Meister von Dunois

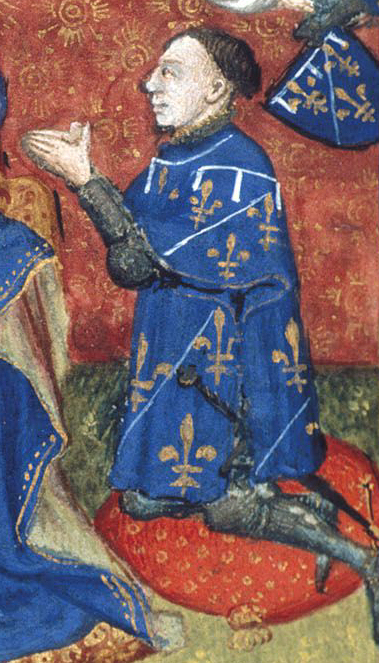
Jean d’Orléans, Ausschnitt aus einer Miniatur im Stundenbuch des Jean d’Orléans, gestaltet vom Meister von Dunois

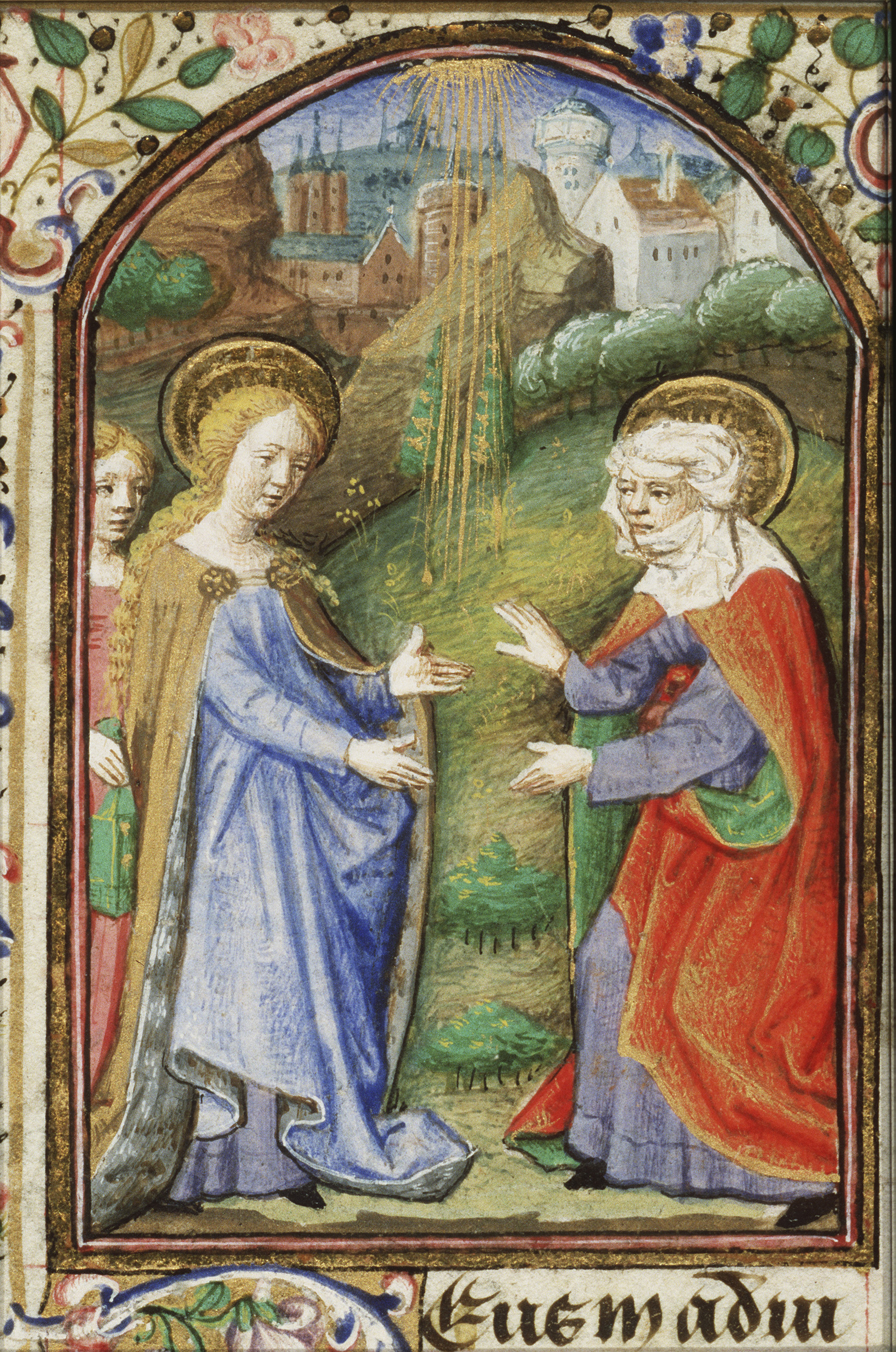
Stundenbuch des Simon de Varie, Königliche Bibliothek der Niederlande, KB 74 G37, folio 53r

Der sogenannte Meister von Dunois (oder Dunois-Meister) war ein ab ungefähr 1430 in Paris wirkender französischer Buchmaler. Da sein Name unbekannt bleibt, wird er mit einem Notnamen nach dem von ihm für den Grafen  Jean d’Orléans, comte de Dunois illustrierten Stundenbuch benannt.

## Kunststil
Der Meister von Dunoi ist ein Vertreter des realistischen Stilabschnittes der  gotischen Buchmalerei in Frankreich. Er ging aus der Werkstatt des Bedford-Meisters in Paris hervor. Er übernahm deren Stil und entwickelte ihn weiter beeinflusst durch die Arbeiten der Brüder von Limburg wie den Miniaturen zum Très Riches Heures. Auch ist der Meister beeinflusst durch Arbeiten des niederländischen Malers Jan van Eyck, so z. B. dessen Madonna von Rolin.

## Werke (Auswahl)
- Stundenbuch des Jean de Dunois, London, British Library[2][3]
- Stundenbuch „Livre d’heures selon l’usage de Paris“, Paris, Bibliothèque nationale de France[4][5].